# Мислібуж
Мислібуж (пол. Myślibórz, нім. Soldin) — місто в північно-західній Польщі. 

## Демографія
Демографічна структура станом на 31 березня 2011 року:
|          | Загалом | Допрацездатний вік | Працездатний вік | Постпрацездатний вік |
| -------- | ------- | ------------------ | ---------------- | -------------------- |
| Чоловіки | 5617    | 964                | 4028             | 625                  |
| Жінки    | 6142    | 914                | 3698             | 1530                 |
| Разом    | 11759   | 1878               | 7726             | 2155                 |

За станом на 31 березня 2014 року, місто мало 11 601 жителів.